# Cressa cretica
Cressa cretica L. è una pianta della famiglia delle Convolvulacee.

## Distribuzione e habitat
Questa specie è diffusa nel bacino del Mediterraneo, in Africa e in Asia. 
In Italia è comune in Sicilia e Sardegna, e presente con stazioni litoranee isolate in Toscana, Lazio, Puglia, Basilicata e Calabria.
È una specie alofita che colonizza sabbie marittime.